# 瓦里 (马恩省)
瓦里（法語：Oiry，法語發音：[waʁi]）是法国马恩省的一个市镇，属于埃佩尔奈区。

## 地理
瓦里（49°1'25"N, 4°3'2"E）面积10.76 平方千米，位于法国大東部大區马恩省，该省份为法国东北部内陆省份，北起阿登省，西北接埃纳省，西南接塞纳-马恩省，南至奥布省，东南接上马恩省，东临默兹省。
与瓦里接壤的市镇（或旧市镇、城区）包括：阿维兹、舒伊、克拉芒、弗拉维尼、普利沃、阿伊香槟。

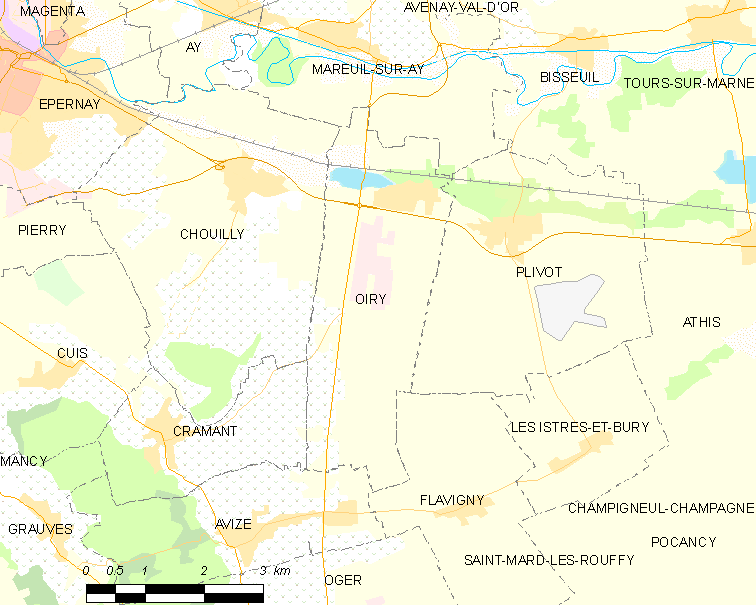
的OSM定位图

瓦里的时区为UTC+01:00、UTC+02:00（夏令时）。

## 行政
瓦里的邮政编码为51530，INSEE市镇编码为51413。

## 政治
瓦里所属的省级选区为埃佩尔奈第二县。

## 人口

1962-2008年间人口变化图示

瓦里于2022年1月1日时的人口数量为886人。